# Menara Carigali
Menara Carigali es un rascacielos de 58 plantas actualmente construido en un solar conocido como Lot C KLCC, con una superficie de 1,06 acres (4290 m²) adyacente a KLCC Kuala Lumpur. El edificio incluye una extensión de 6 plantas del centro comercial Suria KLCC, y las restantes plantas superiores comprenderán espacio para oficinas. Cuando se complete, Menara Carigali es en el cuartel general de Petronas Carigali, sucursal de Petronas. Junto con el Centro de Convenciones de Kuala Lumpur y el condomnio Binjai, el desarrollo de Lot C se engloba en la Fase 2 del proyecto KLCC. El coste reportado del proyecto es de RM1 billón.

## Construcción
La preparación del terreno empezó a finales de 2006 y finalizó en febrero de 2009. En enero de 2009, KLCC Properties Holdings Berhad (KLCCP) concedió el contrato de RM665mil para la superestructura a Daewoo Engineering and Construction, que empezó con la estructura superior en marzo de 2009.
esta quedó lista para 2010, seguido por la torre de oficinas en octubre de 2011. La torre de oficinas alberga 840.000 pies cuadrados (78.000 metros cuadrados) de espacio neto alquilable de oficinas, mientras que la porción comercial del edificio medirá 140 000 pies cuadrados (13 000 m²).
El proyecto incluye también un túnel subterráneo al adyacente Lot D1, KLCC para desarrollo futuro.